# Criminal negligence (England und Wales)
Als criminal negligence (engl. ‚strafrechtliche Fahrlässigkeit‘) bezeichnet man im Strafrecht von England und Wales eine mögliche subjektive Voraussetzung der Strafbarkeit (mens rea). Da das englische Strafrecht bereits die recklessness, ein sehr weitgreifendes Institut, aufbietet, ist der Anwendungsbereich der negligence entsprechend marginal, ursprünglich auf einen Tatbestand begrenzt, den manslaughter by gross negligence (grob fahrlässige Tötung). Durch statute law wurde ihr Anwendungsbereich in neuerer Zeit erweitert. Wichtigster praktischer Anwendungsfall ist s. 3 Road Traffic Act 1988: Demnach ist es strafbar im Straßenverkehr ein Kraftfahrzeug „without due care and attention, or without reasonable consideration for other persons using the road or place“ zu fahren. Der Maßstab ist dabei der objektive einer verständigen und umsichtigen Durchschnittsperson.